# Qiu Chen
Qiu Chen (chiń. upr. 邱晨; pinyin Qiū Chén; ur. 1 czerwca 1963 w Xi’an) – chińska koszykarka, występująca na pozycjach rzucającej lub niskiej skrzydłowej, reprezentantka kraju, multimedalistka międzynarodowych imprez koszykarskich.
W 1988 wyjechała do Australii, aby występować w zespole Canberra Capitals. Występowała tam jako Qui Chen.
Jej ojciec Qiu Zuutai był dziennikarzem sportowym, natomiast matka Li Zongyao koszykarką, reprezentantką Chin, a następnie trenerką.

## Osiągnięcia
Na podstawie, o ile nie zaznaczono inaczej.

### Reprezentacja
- Mistrzyni igrzysk azjatyckich (1982, 1986)[3]
- Brązowa medalistka:
  - olimpijska (1984)[4][5][6]
  - mistrzostw świata (1983)[7]
- Uczestniczka:
  - mistrzostw świata (1983, 1986 – 5. miejsce)[8]
  - kwalifikacji olimpijskich (1984 – 1. miejsce)[9]